# Козлиные
Козлиные, или ко́зьи, или козлы и бараны, или каприны (лат. Caprinae) — подсемейство парнокопытных млекопитающих из семейства полорогих.
Одомашненные представители подсемейства, используемые как сельскохозяйственные животные, называются мелким рогатым скотом.

## Внешний вид
По сравнению с другими полорогими, козьи имеют компактное телосложение с сильными конечностями. Они приспособлены к гористым и, отчасти, полярным регионам. За исключением оронго, рога носят оба пола, однако у некоторых родов самцы значительно крупнее самок. Существуют представители подсемейства, у которых полового диморфизма почти нет.

## Распространение
В отличие от других подсемейств, основным континентом распространения козьих является не Африка, а Азия, где они обитают прежде всего в горных регионах. В Африке козьи представлены лишь немногими видами. Некоторые виды встречаются и в Северной Америке.

## Охота
Из диких козлов основным объектом охоты является сибирский горный козёл, обитающий в горах Тянь-Шаня, Алтая и Саян. Охота на другие виды козлов (кавказский тур, дагестанский тур, безоаровый козёл, винторогий козёл) в большинстве районов запрещена.

## Классификация
- Подсемейство Caprinae — Козлиные
  - † Род Pachygazella
  - † Род Samotragus
  - † Род Myotragus — Балеарские козлы
  - † Род Capraoryx
  - Триба Caprini
    - † Род Sinopalaeoceros
    - † Род Oioceros — Ойоцеросы[1]
    - † Род Pachytragus
    - † Род Turcocerus
    - † Род Benicerus
    - † Род Caprotragoides
    - † Род Thenius
    - † Род Tethytragus
    - † Род Gentrytragus
    - † Род Tossunnoria
    - † Род Protoryx
    - † Род Norbertia
    - † Род Sinocapra
    - † Род Mesembriacerus
    - † Род Pseudotragus
    - .. Род Capra — Горные козлы
    - † Род Sporadotragus
    - † Род Sinotragus
    - † Род Neotragocerus
    - † Род Parapseudotragus
    - † Род Olonbulukia
    - † Род Prosinotragus
    - † Род Paraprotoryx
    - † Род Procamptoceras
    - .. Род Hemitragus — Тары
    - † Род Numidocapra
    - † Род Sivacapra
    - .. Род Pseudois — Голубые бараны
    - .. Род Ammotragus — Гривистые бараны
    - .. Род Arabitragus — Аравийские тары
    - .. Род Ovis — Бараны
    - .. Род Nilgiritragus — Нилгирийские тары
    - .. Род Oreamnos — Снежные козы
    - .. Род Rupicapra — Серны

  - Триба Naemorhedini
    - † Род Gallogoral
    - † Род Nesogoral
    - .. Род Naemorhedus — Горалы
    - .. Род Capricornis — Серау

  - Триба Ovibovini
    - † Род Damalavus
    - † Род Urmiatherium
    - † Род Tsaidamotherium
    - † Род Parurmiatherium
    - † Род Palaeoreas
    - † Род Palaeoryx
    - † Род Criotherium
    - † Род Lyrocerus
    - † Род Makapania
    - † Род Megalovis
    - .. Род Budorcas — Такины
    - † Род Praeovibos
    - † Род Bootherium
    - .. Род Ovibos — Овцебыки
    - † Род Symbos
    - † Род Soergelia
    - † Род Boopsis
    - † Род Euceratherium — Кустарниковые быки

  - Триба Pantholopini
    - .. Род Pantholops — Оронго